# Dexter Lee
Dexter Lee (ur. 18 stycznia 1991) – jamajski lekkoatleta specjalizujący się w biegach sprinterskich.
W 2007 roku został mistrzem świata juniorów młodszych, a rok później zdobył złoto podczas mistrzostw świata juniorów w biegu na 100 metrów. Wyczyn z Bydgoszczy powtórzył dwa lata później w Moncton i stał się pierwszym w historii sprinterem, który obronił mistrzostwo świata juniorów w biegu na 100 metrów. W eliminacjach biegu na 200 metrów podczas czempionatu w Moncton popełnił falstart i odpadł z dalszej rywalizacji. Startuje także w biegach sztafetowych. Stawał na podium mistrzostw Jamajki oraz CARIFTA Games w różnych kategoriach wiekowych.

## Osiągnięcia
| Rok  | Impreza                                  | Miejsce       | Lokata     | Konkurencja        | Wynik   |
| ---- | ---------------------------------------- | ------------- | ---------- | ------------------ | ------- |
| 2007 | Mistrzostwa świata juniorów młodszych    | Ostrawa       | 1. miejsce | bieg na 100 m      | 10,51   |
| 2007 | Mistrzostwa świata juniorów młodszych    | Ostrawa       | 3. miejsce | sztafeta szwedzka  | 1:52,18 |
| 2008 | Mistrzostwa świata juniorów              | Bydgoszcz     | 1. miejsce | bieg na 100 m      | 10,40   |
| 2008 | Mistrzostwa świata juniorów              | Bydgoszcz     | 2. miejsce | sztafeta 4 x 100 m | 39,25   |
| 2009 | Mistrzostwa panamerykańskie juniorów     | Port-of-Spain | 3. miejsce | sztafeta 4 x 100 m | 40,06   |
| 2010 | Mistrzostwa świata juniorów              | Moncton       | 1. miejsce | bieg na 100 m      | 10,21   |
| 2010 | Mistrzostwa świata juniorów              | Moncton       | 2. miejsce | sztafeta 4 x 100 m | 39,55   |
| 2011 | Mistrzostwa Ameryki Środkowej i Karaibów | Mayagüez      | 3. miejsce | bieg na 100 m      | 10,18   |
| 2011 | Mistrzostwa Ameryki Środkowej i Karaibów | Mayagüez      | 1. miejsce | sztafeta 4 x 100 m | 38,81   |

## Rekordy życiowe
| Konkurencja         | Wynik | Data            | Miejsce      |
| ------------------- | ----- | --------------- | ------------ |
| Bieg na 60 m – hala | 6,66  | 12 lutego 2010  | Fayetteville |
| Bieg na 100 m       | 10,15 | 7 maja 2011     | Baie-Mahault |
| Bieg na 200 m       | 20,86 | 13 czerwca 2010 | Spanish Town |